# Сатоніна Галина Іванівна
Галина Іванівна Сатоніна (рос. Гали́на Ива́новна Сато́нина; 1905—2000) — багатократна чемпіонка Казані та Татарстану по шахах серед жінок.

## Біографія
Народилася 1905 в Казані.
Після закінчення школи навчалася в художньому училищі. З 1930 по 1932 роки працювала художницею та кресляркою на найбільшому будівництві Казані «Казмашбуд». У 1933–1941 роках була художницею на Казанській швейній фабриці. В роки німецько-радянської війни працювала на оборонному підприємстві.
З 1946 по 1961 роки працювала тренером татарської ради ДСО «Спартак», де вела шахові гуртки у виробничих колективах. З 1961 року на пенсії, але продовжує вести громадську роботу в шаховій федерації Казані та Татарстану.

## Творчий шлях
З 1964 року почала малювати картини на шахові теми, які отримали всесоюзну популярність. Виставки її картин проходили в Москві, Ленінграді, Києві, Воронежі, Саратові, Краснодарі та інших містах СРСР. Репродукції з її картин розміщені в ряді журналів, в тому числі тих, що видавалися на Кубі, в НДР, Польщі, Чехословаччині та Югославії.

## Шахи
У шахи навчилася грати в дитинстві від брата. В змаганнях почала брати участь лише з 1936 року, в 31 рік, в основному в чоловічих турнірах, де і пройшла шлях від першого до четвертого розряду.
До війни двічі ставала чемпіонкою Казані серед жінок, в післявоєнні роки — тричі. В 1946 році вперше завоювала звання чемпіонки Татарстану і з тих пір дванадцять разів повторювала цей успіх — до 1969 року.
З 1947 року чотири рази брала участь в різноманітних командних змаганнях міст Поволжя, першості Російської Федерації.
З 1939 року Галина Іванівна незмінна членкиня шахових федерацій Казані та Татарстану, довгий час вела роботу в кваліфікаційній комісії. Велику роботу вона виконала і з суддівства різних шахових змагань.
У 1957 році їй було присвоєно звання судді Республіканської категорії по шахах.